# Matthias Koeberlin
Matthias Koeberlin (Maguncia, 28 de marzo de 1974-) es un actor alemán.

## Biografía
Tras terminar sus estudios primarios, comenzó en 1994 a estudiar en la universidad de Potsdam, Alemania. 
Más adelante actuó en Babelsberg en el teatro.
En la televisión, en un principio, consiguió un papel permanente para los primeros capítulos de la serie alemana "In aller Freundschaft". Por su interpretación de Ben en la serie de televisión de 2 capítulos "Ben y Maria", fue distinguido en 2000 con el Guenter Strack Fernsehpreis. 
Realizó el personaje principal en la película "Das Jesus Video" o también llamada "Las Reliquias del futuro", el nombre del personaje realizado en la película era Stephen Foxx, y la trama de esta película era de que alguien había viajado al pasado, y grabó un video acerca de Jesus.
Vive en Berlín y está casado con Diana Koeberlin.

## Filmografía

### Series de Televisión
| Año         | Título                        | Personaje           | Notas                                   |
| ----------- | ----------------------------- | ------------------- | --------------------------------------- |
| 2012        | Danni Lowinski                | Dustin              | 3 episodios                             |
| 2012        | Das Duo                       | Lars Sander         | episodio "Der tote Mann und das Meer"   |
| 2011        | The Sinking of the Laconia    | Oberleutnant Rostau | 2 episodios - miniserie                 |
| 2010        | Stolberg                      | Dirk Schober        | episodio "Familienbande"                |
| 2008 - 2010 | Lutter                        | Michael Engels      | 4 episodios                             |
| 2009        | Tatort                        | Lars Jansen         | episodio "Häuserkampf"                  |
| 2008        | SOKO Leipzig                  | Sven Breme          | episodio "Auf dem Kriegspfad"           |
| 2007        | Einsatz in Hamburg            | Morton Steenberg    | episodio "Die letzte Prüfung"           |
| 2007        | Kinder, Kinder                | Robert Ziegler      | 9 episodios                             |
| 2007        | Sperling                      | Konrad              | episodio "Sperling und die kalte Angst" |
| 2005        | Ein starkes Team              | Kai Wiesholler      | episodio "Ihr letzter Kunde"            |
| 2005        | Vier Frauen und ein Todesfall | Bradius Pitter      | episodio "Liebessumpf"                  |
| 2002        | Liebesau - die andere Heimat  | Karli               | episodio "13. August 1961" - miniserie  |
| 2000        | Polizeiruf 110                | Bastian             | episodio "Verzeih mir"                  |
| 1999        | Die Schule am See             | Magga               | episodio "Die Schlacht der Prinzen"     |
| 1998 - 1999 | In aller Freundschaft         | Sebastian Maier     | 25 episodios                            |
| 1998        | Schimanski                    | Uwe Herstein        | episodio "Rattennest"                   |

### Películas
- Ben & Maria - Liebe auf den zweiten Blick (1999)
- Julietta (2000)
- Der Stellvertreter (2001)
- Liebesau - Die andere Heimat (2001)
- Tatort - Schatten (2002)
- Das Jesusvideo (2002)
- Deutschmänner (2005)
- Tornado - Der Zorn des Himmels (2006)
- The Conclave (2006)
- Der Geheimnisvolle Schatz von Troja (2007)